# 리처드 로슨

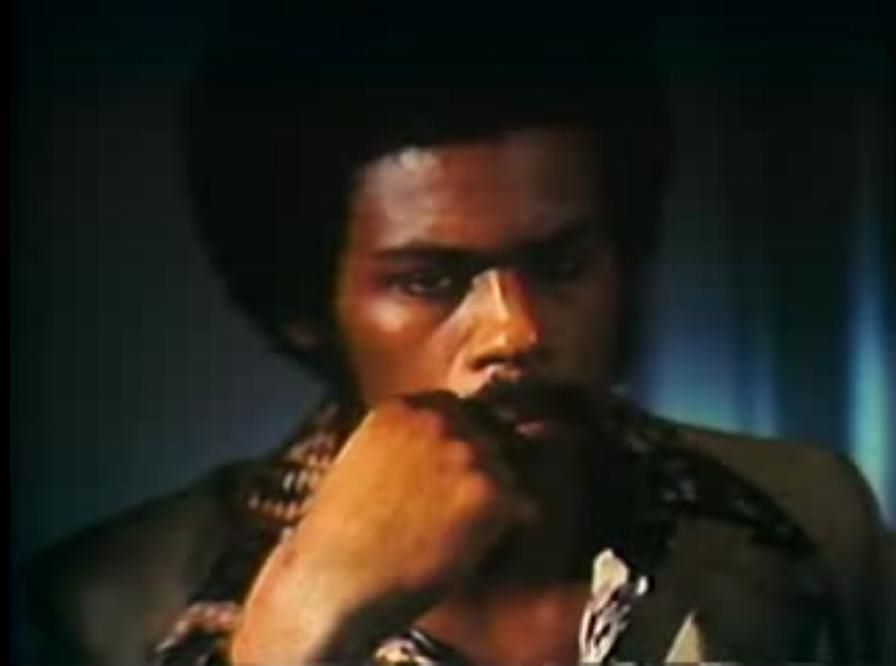

리처드 로슨(Richard Lawson, 1947년 3월 7일 ~ )은 미국의 배우, 영화 제작자이다.
로마린다에서 태어났다.

## 출연 작품
- From Zero to I Love You (2019)
- 비욘세: 레몬에이드 (2016년)
- 컬러드 걸스 (2010년) - 프랭크 역
- 러브 포 세일 (2008년)
- 게스 후? (2005년)
- 블루 힐 에버뉴 (2001년) - 엉클 롭 역
- 더 디스트릭트 (2000년)
- 디바의 초상화 (1999, Jackie's Back)
- 레게 파티 (1998년)
- 왝 더 독 (1997년)
- 콴텀 66 (1996년)
- 분노의 특공대 (1989년)
- 인플루언스 (1986년)
- 스틱 (1985년)
- 스트리트 오브 파이어 (1984년)
- 폴터가이스트 (1982년) - 라이언 역
- 더 제리코 마일 (1979년)
- 메인 이벤트 (1979년) - 헥터 맨틸라 역
- 귀향 (1978년)
- 저승에서 온 딸 (1977년)
- 거리의 투사 (1975, Black Fist)
- 브라큐라 2 (1973년)
- 더티 해리 (1971년)

### 텔레비전
- 브이 - 5부작 미니시리즈 (1983년) - 닥터 벤 테일러 역
- 다이너스티 (1981년)
- 올 마이 칠드런